# Метелёв, Василий Петрович
Васи́лий Петро́вич Метелёв (26 декабря 1913, Тугулым, Свердловская область — 16 июня 2012, Киев) — советский офицер-танкист, Герой Советского Союза (1944).
4 ноября 1943 года во время Великой Отечественной войны в боях за Киев начальник штаба 56-й гвардейской танковой бригады гвардии майор В. П. Метелёв во главе группы танков прорвал оборону противника и, совершив 40-километровый рейд по тылам у села Святошино (ныне в черте города Киев), вышел на шоссе Киев — Житомир, отрезав пути отхода противнику. В результате чего были освобождены Пуща-Водица, Святошино, Вита-Почтовая и Васильков.

## Биография
Родился 26 декабря 1913 года в селе Тугулым, ныне посёлок городского типа Свердловской области, в семье крестьянина. Русский. Окончив 4 класса, после смерти отца, пошёл работать в колхоз. Вскоре стал бригадиром тракторной бригады, затем заведующим отделом в Тугулымском райкоме комсомола.
В Красной армии с 1932 года. Выбрал для себя специальность танкиста и решил стать кадровым военным. В 1936 году окончил Ленинградское военное училище танковых техников. Член ВКП(б)/КПСС с 1938 года. Проходил службу в Харькове и Житомире на танках Т-26.
Командиром роты ремонтно-восстановительного танкового батальона 15-й танковой дивизии старший лейтенант В. П. Метелёв — участник Великой Отечественной войны с июня 1941 года. В течение первых двух месяцев Великой Отечественной войны многие советские части и соединения оказались окружены и разгромлены войсками нацистской Германии и её союзников у западных границ СССР. Среди них оказались и танкисты 15-й танковой дивизии, которые отступали с боями. В конце июля 1941 года приказом советского командования начался отзыв с фронта наиболее ценных танковых кадров, не имевших материальной части и использовавшихся в боях в качестве обычных пехотинцев. Остатки 15-й танковой дивизии 16-го механизированного корпуса погибли в «уманском котле» в составе группы П. Г. Понеделина в начале августа 1941 года. 14 августа 1941 года дивизия была расформирована.
Направлен в 4-ю танковую бригаду, сформированную из эвакуированных с фронта остатков личного состава уничтоженных в боях 15-й и 20-й танковых дивизий. Участвовал в обороне Москвы.
В 1942 году окончил Военную академию бронетанковых и механизированных войск. Участвовал в боях на Орловско-Курской дуге и на Днепре.
4 ноября 1943 года в боях за Киев начальник штаба 56-й гвардейской танковой бригады (7-й гвардейский танковый корпус, 3-я гвардейская танковая армия, 1-й Украинский фронт) гвардии майор В. П. Метелёв во главе группы танков прорвал оборону противника и, совершив 40-километровый рейд по тылам у села Святошино (ныне в черте города Киев), вышел на шоссе Киев — Житомир, отрезав пути отхода противнику. В результате танкового рейда были освобождены Пуща-Водица, Святошино, Вита-Почтовая и Васильков.
Войну закончил в 1944 году. По воспоминаниям В. П. Метелёва, для согласования целей и задач с соседними частями он поехал в 54-ю танковую бригаду, но попал под артиллерийский налёт. Осколок попал в правый коленный сустав, через некоторое время началось заражение крови, и ногу пришлось ампутировать.
Указом Президиума Верховного Совета СССР «О присвоении звания Героя Советского Союза генералам, офицерскому, сержантскому и рядовому составу Красной Армии» от 10 января 1944 года за «образцовое выполнение боевых заданий командования на фронте борьбы с немецко-фашистскими захватчиками и проявленные при этом отвагу и геройство» удостоен звания Героя Советского Союза с вручением ордена Ленина и медали «Золотая Звезда» (№ 4041).
Из-за своей инвалидности в Москве на вручении Золотой Звезды Героя он пережил конфуз, поскользнувшись и упав на скользком паркетном полу. Присутствующие помогли ему быстро подняться и подали костыли. Демобилизован в 1944 году по инвалидности.
С 1945 года подполковник В. П. Метелёв — в запасе, жил в Киеве. В 1961 году окончил юридический факультет Киевского государственного университета. Более 25 лет работал в Киеве в Министерстве автотранспорта УССР.
Умер 16 июня 2012 года. Похоронен на Берковецком кладбище в Киеве.

## Награды и звания
Советские государственные награды и звания:
- Герой Советского Союза (10 января 1944, медаль «Золотая Звезда» № 4041)[8];
- орден Ленина (10 января 1944)[8];
- орден Октябрьской Революции[6];
- орден Красного Знамени (16 апреля 1943)[9];
- орден «Знак Почёта»[6];
- орден Отечественной войны I степени (6 апреля 1985)[10];
- орден Отечественной войны II степени (5 августа 1943)[11];
- медали, в том числе:
  - 2 медали «За боевые заслуги» (9 февраля 1943[12], 30 апреля 1945[13]);
  - медаль «За оборону Москвы» (20 января 1945)[14][15];
  - медаль «За победу над Германией в Великой Отечественной войне 1941—1945 гг.» (10 августа 1945)[16];
  - медаль «За оборону Кавказа»[6].
- Постановлением главы муниципального образования Тугулымский район № 392 от 20 июля 2005 года Метелёву Василию Петровичу присвоено звание «Почетный гражданин Тугулымского района»[17]

## Семья
Жена — Лидия Петровна, вместе воспитали двух дочерей: Ирину и Ларису.

## Оценки и мнения
В. П. Метелёв:

— Как бы вы в трёх словах могли охарактеризовать противника?
— Если в трёх, то так: профессионален, дисциплинирован и стоек.

## Память
- На здании Пенсионного фонда установлена мемориальная доска с надписью: «На этом месте стоял дом, где родился и жил с 1914 по 1932 годы Герой Советского Союза В. П. Метелёв»[17]
- В Тугулымском районе ежегодно проводится шахматный турнир, посвященный Герою Советского Союза Метелёву В. П.[17]